# Тонкошнур, Михаил Фёдорович
Михаил Фёдорович Тонкошнур (18 октября 1916, Бирзула, Херсонская губерния — не ранее 1985) — советский железнодорожник, Герой Социалистического Труда, участник Великой Отечественной войны.

## Биография
Родился в 18 октября 1916 года в посёлке Бирзула. Призван в РККФ 18 октября 1937 года. 
Участник Великой Отечественной войны: котельный машинист крейсера «Красный Крым» Черноморского флота, водитель штаба охраны водного района Варна. Демобилизован 27 апреля 1948 года в звании главного старшины.
Член КПСС. В 1948—1978 — машинист депо станции Котовск Одесской железной дороги в Одесской области Украинской ССР.
Указом Президиума Верховного Совета СССР от 1 августа 1959 года присвоено звание Героя Социалистического Труда с вручением ордена Ленина и золотой медали «Серп и Молот».
Депутат Одесского областного Совета депутатов трудящихся. Делегат XXIV съезда КПСС.
Жил в Котовске.

## Награды
награждён орденами и медалями
- Медаль «За оборону Одессы» (1942)
- Медаль «За оборону Севастополя» (1942)
- Медаль «За оборону Кавказа» (1944)
- Медаль «За победу над Германией в Великой Отечественной войне 1941–1945 гг.» (09.05.1945)
- Орден Отечественной войны I степени (29.10.1945)
- Медаль «За боевые заслуги» (6.11.1947)
- Герой Социалистического Труда (01.08.1959)
- Орден Ленина (01.08.1959)
- Орден Октябрьской Революции (04.05.1971)
- Орден Отечественной войны II степени (06.04.1985)